# Zopfiella macrospora
Zopfiella macrospora är en svampart som beskrevs av Guarro & Calvo 1983. Zopfiella macrospora ingår i släktet Zopfiella och familjen Lasiosphaeriaceae.   Inga underarter finns listade i Catalogue of Life.